# Obírka (Javoří hory)
Obírka (německy Hegewald, polsky Średniak) je hora v hraničním hřebeni Javořích hor, nejzápadněji v české části pohoří, severně od vesnice Vižňov. Dosahuje nadmořské výšky 781 metr, někdy se uvádí i 789 nebo jiná výška. Vrchol leží na hranici České republiky a Polska.

## Hydrologie
Hora náleží do povodí Odry. Vody odvádějí přítoky Stěnavy.

## Vegetace
Hora je převážně zalesněná, jen místy najdeme menší paseky. Většinou se jedná o smrkové monokultury, méně se dochovaly lesy smíšené nebo listnaté. Potenciální přirozenou vegetací jsou na většině míst hory horské bučiny, tedy bučiny s výskytem určitého množství přirozeného smrku ztepilého.

## Ochrana přírody
Česká část hory leží v CHKO Broumovsko.